# ألكسيس بوفار

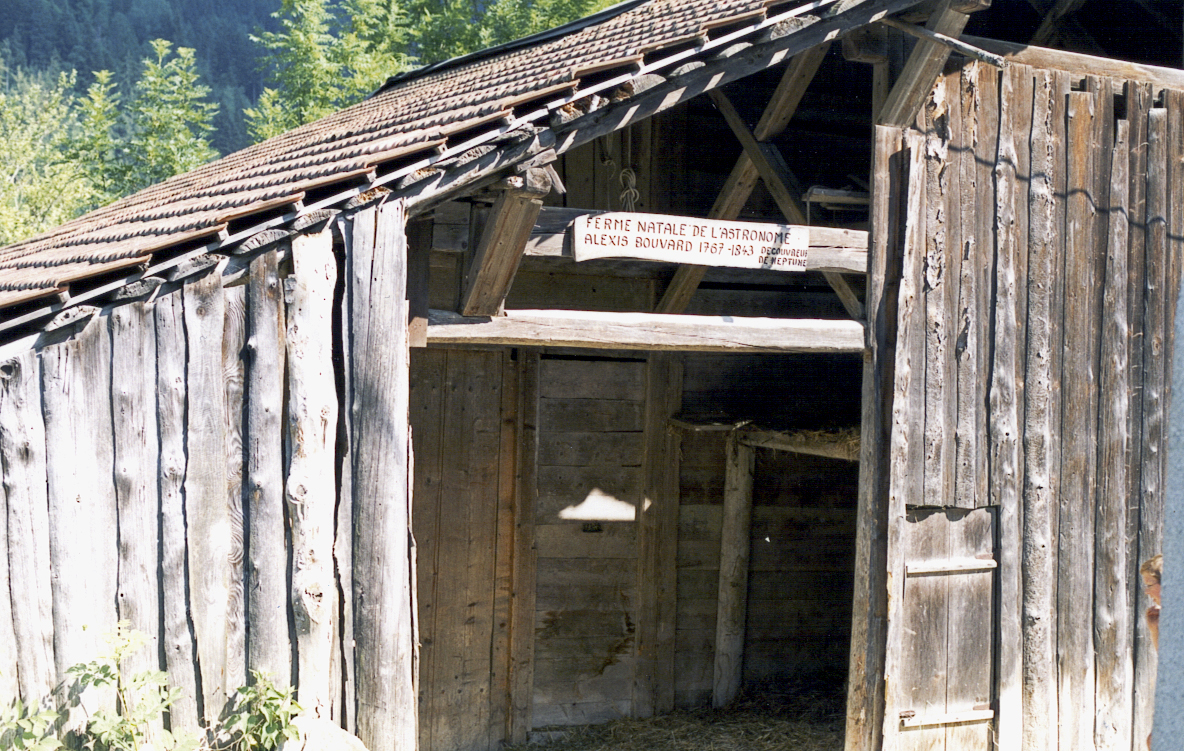
مسقط رأس الكسيس بوفار بمزرعة بكونتامين -مونجوا

الكسيس بوفار (بالفرنسية: Alexis Bouvard)‏ عالم الفلك الفرنسي (7 يونيو 1843 - 27 يونيو 1767). لوحظ بصفة خاصة لملاحظاته المتأنية لاضطراب حركة أورانوس وفرضيته بوجود كوكب ثامن في المجموعة الشمسية.

## حياته
ولد في كونتامين بفرنسا ، وشملت إنجازات بوفار اكتشافه لثمانية مذنبات وتجميع الجداول الفلكية لكواكب المشتري وزحل وأورانوس. وإذا لقي الجدولين الأولين ناجحا بارزا، أظهر الأخير تناقضات كبيرة مع الملاحظات اللاحقة. هذا ما دفع بوفار إلى افتراضات بوجود كوكب ثامن مسؤول عن الاضطرابات الحاصلة في المدار أورانوس. وسمحت ملاحظات بوفار لجون كوش آدامز وأوربان فيريي بتعيين موقع نبتون لو بعد وفاته.

## تكريمات
- عضو أكاديمية العلوم الفرنسية (1803);[4]
- ملحق بالمجتمع الملكي (1826);[4]

## هوامش ومراجع
1. ↑  www.accademiadellescienze.it (بالإيطالية), QID:Q107212659
2. 1 2 3  تاريخ ماكتوتور لأرشيف الرياضيات، QID:Q547473
3. ↑  List of Royal Society Fellows 1660-2007 (PDF) (بالإنجليزية), Royal Society, p. 43, QID:Q111806251
4. 1 2 3 4  [Anon.] (2001)

## روابط خارجية
- ألكسيس بوفار على موقع الموسوعة البريطانية (الإنجليزية)